# La Vase Chinese
La Vase Chinese (česky Čínská váza) jeden z nejznámějších skalních útvarů tyčících se nad údolím řeky Jonte nedaleko od městečka Le Rozier ve francouzském departementu Lozère.
Tento skalní útvar spolu s nedalekou La Vase de Sevres patří mezi symboly zdejšího národního parku Cévennes.
La Vase Chinese je dostupná po turistickém chodníku vedoucím z městečka Le Rozier přes vyhlídkovou skálu Rocher de Capluc dále buď do obce Saint Pierre des Tripiers na náhorní plošině Causse Mejean či do městečka Les Vignes v údolí řeky Tarn.